# Η

Eta en una letra capital del Etymologicum Magnum (1499).

Eta (en mayúscula Η, en minúscula η; llamada en griego antiguo ἦτα êta /ɛ̂ː.ta/, en griego moderno ήτα íta /ˈi.ta/) es la séptima letra del alfabeto griego. Su pronunciación en griego antiguo era como e larga [e:], mientras que en griego moderno se pronuncia [i] y se llama ita (Ήτα). Su origen es la letra del alfabeto fenicio ḥēt, y es a su vez el origen de la letra H latina y la letra cirílica И.
En el sistema de numeración griega tiene un valor de 8 (Η΄).

## Historia

### Variantes epigráficas
En las fuentes epigráficas arcaicas aparecen las siguientes variantes:

## Uso
- Se utiliza en la ingeniería eléctrica para indicar el rendimiento de motores y transformadores.
- Se utiliza en Física y Química como viscosidad de un fluido o rendimiento de un sistema termodinámico.
- Se utiliza en Estadística para indicar la potencia de una prueba estadística.
- Se utiliza en campos electromagnéticos para definir la impedancia característica de un medio material.
- Se utiliza en Economía para indicar la elasticidad del coste de producción.
- Se utiliza en Cinemática para nombrar la coordenada Y del origen de un plano móvil respecto a un plano fijo.
- En el sistema de numeración griego tiene un valor de 8 (ηʹ).

## Unicode
- Griego y copto

| Carácter      | Η                        | Η                        | η                      | η                      | Ͱ                         | Ͱ                         | ͱ                       | ͱ                       | Ⲏ                          | Ⲏ                          | ⲏ                        | ⲏ                        |
| ------------- | ------------------------ | ------------------------ | ---------------------- | ---------------------- | ------------------------- | ------------------------- | ----------------------- | ----------------------- | -------------------------- | -------------------------- | ------------------------ | ------------------------ |
| Unicode       | GREEK CAPITAL LETTER ETA | GREEK CAPITAL LETTER ETA | GREEK SMALL LETTER ETA | GREEK SMALL LETTER ETA | GREEK CAPITAL LETTER HETA | GREEK CAPITAL LETTER HETA | GREEK SMALL LETTER HETA | GREEK SMALL LETTER HETA | COPTIC CAPITAL LETTER HATE | COPTIC CAPITAL LETTER HATE | COPTIC SMALL LETTER HATE | COPTIC SMALL LETTER HATE |
| Codificación  | decimal                  | hex                      | decimal                | hex                    | decimal                   | hex                       | decimal                 | hex                     | decimal                    | hex                        | decimal                  | hex                      |
| Unicode       | 919                      | U+0397                   | 951                    | U+03B7                 | 880                       | U+0370                    | 881                     | U+0371                  | 11406                      | U+2C8E                     | 11407                    | U+2C8F                   |
| UTF-8         | 206 151                  | CE 97                    | 206 183                | CE B7                  | 205 176                   | CD B0                     | 205 177                 | CD B1                   | 226 178 142                | E2 B2 8E                   | 226 178 143              | E2 B2 8F                 |
| Ref. numérica | &#919;                   | &#x397;                  | &#951;                 | &#x3B7;                | &#880;                    | &#x370;                   | &#881;                  | &#x371;                 | &#11406;                   | &#x2C8E;                   | &#11407;                 | &#x2C8F;                 |
| Ref. entidad  | &Eta;                    | &Eta;                    | &eta;                  | &eta;                  |                           |                           |                         |                         |                            |                            |                          |                          |
| DOS Greek     | 134                      | 86                       | 158                    | 9E                     |                           |                           |                         |                         |                            |                            |                          |                          |
| DOS Greek-2   | 170                      | AA                       | 225                    | E1                     |                           |                           |                         |                         |                            |                            |                          |                          |
| Windows 1253  | 199                      | C7                       | 231                    | E7                     |                           |                           |                         |                         |                            |                            |                          |                          |
| TeX           |                          |                          | \eta                   | \eta                   |                           |                           |                         |                         |                            |                            |                          |                          |

- Matemáticas

| Carácter      | 𝚮                             | 𝚮                             | 𝛈                           | 𝛈                           | 𝛨                               | 𝛨                               | 𝜂                             | 𝜂                             | 𝜢                                    | 𝜢                                    | 𝜼                                  | 𝜼                                  |
| ------------- | ----------------------------- | ----------------------------- | --------------------------- | --------------------------- | ------------------------------- | ------------------------------- | ----------------------------- | ----------------------------- | ------------------------------------ | ------------------------------------ | ---------------------------------- | ---------------------------------- |
| Unicode       | MATHEMATICAL BOLD CAPITAL ETA | MATHEMATICAL BOLD CAPITAL ETA | MATHEMATICAL BOLD SMALL ETA | MATHEMATICAL BOLD SMALL ETA | MATHEMATICAL ITALIC CAPITAL ETA | MATHEMATICAL ITALIC CAPITAL ETA | MATHEMATICAL ITALIC SMALL ETA | MATHEMATICAL ITALIC SMALL ETA | MATHEMATICAL BOLD ITALIC CAPITAL ETA | MATHEMATICAL BOLD ITALIC CAPITAL ETA | MATHEMATICAL BOLD ITALIC SMALL ETA | MATHEMATICAL BOLD ITALIC SMALL ETA |
| Codificación  | decimal                       | hex                           | decimal                     | hex                         | decimal                         | hex                             | decimal                       | hex                           | decimal                              | hex                                  | decimal                            | hex                                |
| Unicode       | 120494                        | U+1D6AE                       | 120520                      | U+1D6C8                     | 120552                          | U+1D6E8                         | 120578                        | U+1D702                       | 120610                               | U+1D722                              | 120636                             | U+1D73C                            |
| UTF-8         | 240 157 154 174               | F0 9D 9A AE                   | 240 157 155 136             | F0 9D 9B 88                 | 240 157 155 168                 | F0 9D 9B A8                     | 240 157 156 130               | F0 9D 9C 82                   | 240 157 156 162                      | F0 9D 9C A2                          | 240 157 156 188                    | F0 9D 9C BC                        |
| Ref. numérica | &#120494;                     | &#x1D6AE;                     | &#120520;                   | &#x1D6C8;                   | &#120552;                       | &#x1D6E8;                       | &#120578;                     | &#x1D702;                     | &#120610;                            | &#x1D722;                            | &#120636;                          | &#x1D73C;                          |

| Carácter      | 𝝜                                        | 𝝜                                        | 𝝶                                      | 𝝶                                      | 𝞖                                               | 𝞖                                               | 𝞰                                             | 𝞰                                             |
| ------------- | ---------------------------------------- | ---------------------------------------- | -------------------------------------- | -------------------------------------- | ----------------------------------------------- | ----------------------------------------------- | --------------------------------------------- | --------------------------------------------- |
| Unicode       | MATHEMATICAL SANS-SERIF BOLD CAPITAL ETA | MATHEMATICAL SANS-SERIF BOLD CAPITAL ETA | MATHEMATICAL SANS-SERIF BOLD SMALL ETA | MATHEMATICAL SANS-SERIF BOLD SMALL ETA | MATHEMATICAL SANS-SERIF BOLD ITALIC CAPITAL ETA | MATHEMATICAL SANS-SERIF BOLD ITALIC CAPITAL ETA | MATHEMATICAL SANS-SERIF BOLD ITALIC SMALL ETA | MATHEMATICAL SANS-SERIF BOLD ITALIC SMALL ETA |
| Codificación  | decimal                                  | hex                                      | decimal                                | hex                                    | decimal                                         | hex                                             | decimal                                       | hex                                           |
| Unicode       | 120668                                   | U+1D75C                                  | 120694                                 | U+1D776                                | 120726                                          | U+1D796                                         | 120752                                        | U+1D7B0                                       |
| UTF-8         | 240 157 157 156                          | F0 9D 9D 9C                              | 240 157 157 182                        | F0 9D 9D B6                            | 240 157 158 150                                 | F0 9D 9E 96                                     | 240 157 158 176                               | F0 9D 9E B0                                   |
| Ref. numérica | &#120668;                                | &#x1D75C;                                | &#120694;                              | &#x1D776;                              | &#120726;                                       | &#x1D796;                                       | &#120752;                                     | &#x1D7B0;                                     |